# Ян Ванік
Ян Ванік (чеськ. Jan Vaník, 7 травня 1891, Прага — 12 червня 1950) — чехословацький футболіст, що грав на позиції нападника.
Виступав у складі обох празьких грандів — «Спарти» та «Славії», а також національної збірної Чехословаччини. Триразовий чемпіон Чехословаччини. Автор першого голу в історії збірної Чехословаччини в 1920 році. Найкращий бомбардир першого професіонального чемпіонату Чехословаччини 1925 року.

## Кар'єра в «Спарті»
Народився 7 травня 1891 року в місті Прага. Вихованець юнацьких команд футбольних клубів «Летна» (1907—1908) та СК «Бубенеч» (1908—1910). Як футболіст відзначався тонкими фінтами і ідеальною технікою володіння м'ячем, відомий своїми «фальшивими» ударами, завдяки яким був майстром виконання штрафних.
В 1910 році приєднався до «Спарти». Клуб в той час перебував в тіні «Славії», яка дуже сильно виступала не лише вдома, але й на міжнародній арені. Крім Ваніка, в «Спарті» підібралось кілька молодих і перспективних футболістів. Передусім варто виділити Вацлава Пілата, Антоніна Фівебра і Карела Шубрта-Карліка. Зі «Славії» в клуб повернувся бомбардир Йозеф Бєлка. В першій половині 1911 року «Спарта» зазнала розгромної поразки від «Славії» з рахунком 2:9, а потім у вересні програла 1:3 у «Срібному кубку». Але вже через місяць клуб Ваніка зумів перервати тривалу серію невдач в іграх з принциповим суперником. На домашньому стадіоні «Спарта» перемогла з рахунком 3:1. П'ятірка нападників команди виглядала так: Ваня — Бєлка — Пілат — Ванік — Шпіндлер. Два голи забив Бєлка і ще один на рахунку Ваніка. В наступному році команду поповнили ще кілька перспективних гравців — воротар Ян Задак, захисники Мирослав Поспішил і Антонін Гоєр, нападник Йозеф Шроубек. Навесні клуб отримує запрошення провести товариські показові матчі в Іспанії проти аматорських команд з Англії і Франції. «Спарта» двічі перемогла англійців 2:0 і 5:1, а потім здолала збірну Парижу з рахунком 5:0. Влітку 1912 року команда розгромила «Славію» — 4:0. Ванік забив один з голів, також відзначились Фівебр і двічі Бєлка. Наприкінці року «Спарта» стала чемпіоном Богемії. Спочатку клуб виграв групу А, де зустрічався, зокрема, зі «Славією». Ванік в третьому дербі поспіль відзначився голом, але матч був зупинений на 30-й хвилині за рахунку 1:1. Арбітр матчу вилучив Фівебра і Росмайсля, але вони відмовились зійти з поля. Перегравання не відбулось через відмову «Славії», якій присудили технічну поразку. У фінальному турнірі чемпіонату для переможців груп «Спарта» обіграла «Моравську Славія» (Брно) (6:2) і «Колін» (1:1, 4:0).
В 1913 році матч чемпіонату Богемії «Спарта» — «Славія» завершився перемогою перших з рахунком 2:0, а авторами забитих голів стали Ванік і Пілат. Але через втрати очок у інших матчах, клуб завершив змагання на другому місці в групі. Вирішальною стала несподівана поразка в шостому турі від клубу «Кладно» з рахунком 1:2.
В 1914 році «Спарта» відправилась у турне до Польщі, де здобула чотири перемоги з загальним рахунком 49:0. Далі клуб поїхав до Хорватії, де також здобув кілька перемог. 28 липня «Спарта» проводила матч із суперником зі Спліта. Перший тайм завершився перемогою чеської команди з рахунком 3:1. В перерві гравці дізнались новину, що Австрія оголосила війну сусідній Сербії. Розпочалась Перша світова війна. У гравців «Спарти» було півгодини, щоб встигнути на останній пароплав, щоб безпечно повернутися до Праги. Автором третього голу в цьому матчі, а отже і останнього передвоєнного голу клубу став Ян Ванік. На внутрішній арені «Спарта» і «Славія» в 1914 році провели три матчі, але в жодному з них Ванік не забивав. Проте уже в квітні 1915 року він забив єдиний переможний гол у дербі, а через місяць забитим голом долучився до ще більш суттєвої перемоги з рахунком 4:0. Останнє дербі проти «Славії» в складі «Спарти» для Яна склалось невдало. В листопаді 1915 року його клуб поступився «Славії» в чемпіонаті Богемії з рахунком 1:5. В 1915 році «Спарта» стала переможцем Кубка милосердя. В півфіналі команда перемогла «Вікторію» (Жижков) (1:1, 4:1), а у фіналі «Спарту» (Кладно) — 6:2.
Невдовзі Ванік був мобілізований на фронт. Трохи раніше на війну потрапив Пілат, який отримав важкі поранення, а ще один партнер по лінії нападу клубу Йозеф Ваня загинув у боях. Всього у складі «Спарти» Ванік зіграв 247 матчів і забив 449 голів[джерело?].

## Повернення з війни
На полях Першої світової війни Ванік отримав поранення руки, в результаті якого залишився інвалідом. Він більше не міг заробляти на життя професією маляра. Повернувшись до Праги, отримав запрошення від «Славії», яка запропонувала футболістові не лише місце нападника, але й роботу в клубній канцелярії. Цей перехід ще більше посилив напруження між лідерами чеського футболу. Уже наприкінці 1916 року Ванік грав і забивав за новий клуб. Дебютував 12 листопада в матчі проти «Ференцвароша» (4:1). Вже за тиждень забив гол у виїзному товариському матчі проти австрійського клубу «Аматоре» (7:3).
В 1917 році «Славія» демонструє високий рівень гри, не в останню чергу завдяки результативності Ваніка. Клуб здобуває ряд яскравих перемог на міжнародному рівні. Зокрема, проводить чотири матчі з угорським «Ференцварошем», у трьох з яких святкує перемогу і один зводить до нічиєї — 4:3, 3:1, 1:1, 5:2 (автори голів невідомі). Ще більш переконливо клуб обіграв австрійських суперників: 9:0 в матчі з «Вінер АК» (хет-трик Ваніка), 10:0 проти «Аматоре» (Ванік забив як мінімум два), 9:1 проти «Слована» (два голи забив Ян).
На внутрішній арені клуб також грає добре на футбольному полі, але отримує скандальні поразки в кабінетах футбольних чиновників. Проведенням чемпіонату Чехословаччини 1917 року займався Австрійський союз. До вищого дивізіону включили 4 команди: «Славію» «Спарту», «ДФК Прага» і «Вікторію». Але австрійські чиновники не врахували давньої ворожнечі між «Славією» і «ДФК Прага». Представники «Славії» з самого початку повідомили, що не гратимуть проти ДФК. Матч з «Вікторією» завершився нічиєю 3:3, а «Спарту» перемогли з рахунком 5:0. Це було перше дербі Ваніка в складі «Славії» і він одразу забив у ворота колишнього клубу. Проти ДФК команда прогнозовано відмовилась грати і отримала технічну поразку 0:3. На засіданні федерації «Славію» покарали, відібравши очки в матчах з «Вікторією» і «Спартою». Формальним приводом для покарання назвали те, що «Славія» не відзвітувала про своїх гравців. Восени 1917 року проводився чемпіонат Богемії за участі восьми команд. Перші чотири матчі «Славія» виграла з загальним рахунком 21:4, а Ванік забив найбіільше — 9 голів. Але в наступних поєдинках команду чекали технічні поразки через виступи кількох гравців за збірну Австрії, серед яких був і Ванік.

## Збірна Австрії
Під час війни в 1916 році Чеська футбольна федерація була розпущена, а клуби перейшли під крило Австрійської федерації. Між Богемією і Австрією встановились тісні футбольні зв'язки. Чеські футболісти могли отримувати запрошення в збірну Австрії. В квітні 1917 року у Відні відбувся товариський матч між збірною Богемії і збірної Нижньої Австрії, за яку грали футболісти столичних клубів. Матч завершився нічиєю 2:2, а голи за Богемію забили Прошек і Ванік. Обох футболістів запросили до збірної Австрії. 15 липня 1917 року вони зіграли в товариському матчі проти Угорщини (1:4).
В середині вересня в Празі знову зустрілись Богемія і Нижня Австрія. Цього разу Богемія перемогла з рахунком 3:1, два голи забив Ванік і ще одного разу відзначився Седлачек. Цього разу уже чотирьох гравців «Славії», які грали в згаданому матчі, запросили до складу австрійської команди. Крім Ваніка і Прошека, це були Франтішек Фіхта і Йозеф Седлачек. Всі четверо 7 жовтня зіграли в матчі з тією ж Угорщиною, що завершився поразкою Австрії з рахунком 1:2. Проблемою стало те, що на той момент чеські функціонери уже оголосили про вихід з Австрійської федерації і відновлення Чеської футбольної федерації, тому вчинок футболістів був визнаний порушенням. Гравці отримали дискваліфікації. Представникам «Славії» вдалося оскаржити це рішення і зняти дискваліфікацію з футболістів. Але «Славія» на той момент встигла отримати три технічних поразки в чемпіонаті Чехії, адже суперники відмовлялись грати за умови участі цих чотирьох гравців.

## «Славія» в тіні «Залізної Спарти»

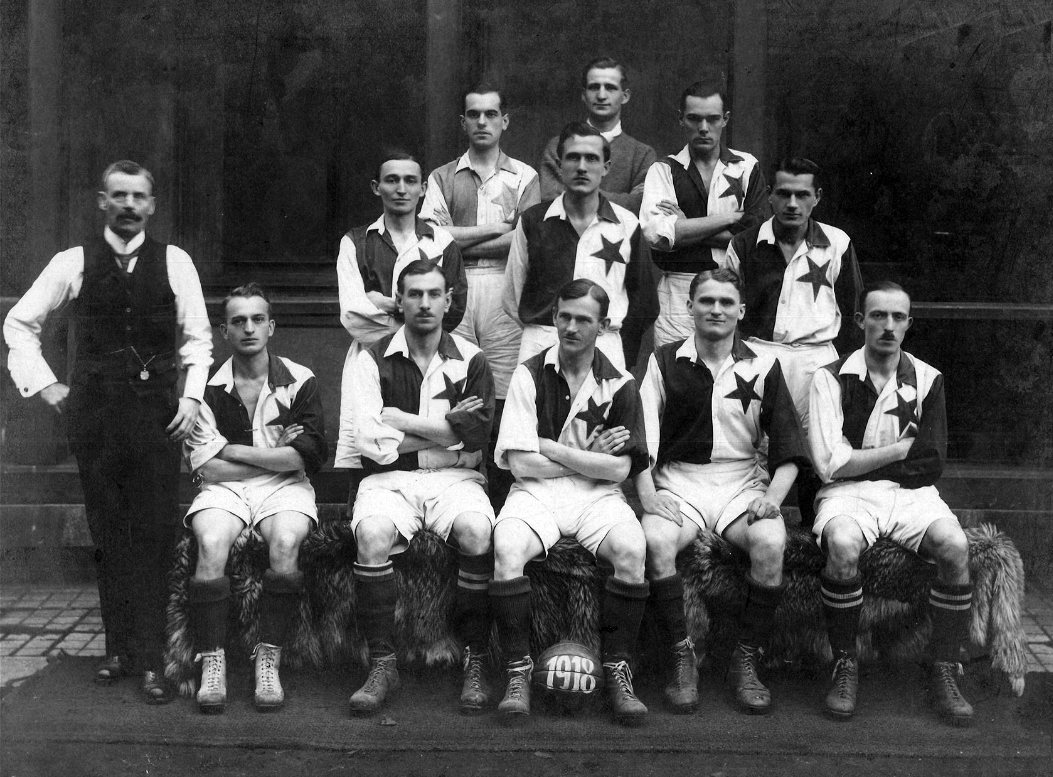
«Славія» в 1918 році. Ванік другий справа в нижньому ряду

Перший післявоєнний чемпіонат Чехословаччини 1918 року виграла «Славія», яка перемогла в усіх восьми матчах чемпіонату з загальним рахунком 53:3. Основна п'ятірка нападників клубу мала такий вигляд: Седлачек — Бєлка — Ванік — Прошек — Шубрт. Ян загалом за рік зіграв за клуб 30 матчів і забив 28 голів. «Спарту» в чемпіонаті перемогли з рахунком 1:0 (автор гола не відомий), а також обіграли 4:2 (Ванік забив три голи) у великодньому турнірі. Цей турнір був зіграний з 23 березня по 1 квітня і перемогу в ньому також святкувала «Славія», яка, крім «Спарти», обіграла «Вікторію» (1:0) і «Вршовіце» (5:2). В другій половині 1918 року був організований перший розіграш Середньочеського кубка. У фіналі турніру зійшлись «Славія» і «Спарта». Ванік забив свій черговий гол, але його команда поступилась з рахунком 1:4.
На той момент «Спарті» вдалося зібрати дуже сильний склад. В клуб повернулись колишні лідери, які ще грали з Ваніком в довоєнні часи: Вацлав Пілат, Карел Пешек-Кадя, Антонін Фівебр, Антонін Гоєр, Мирослав Поспішил. Серед новачків варто виділити Йозефа Седлачека (який перейшов зі «Славії» песеред 1918 року), Антоніна Янду, Франтішека Пейра, Франтішека Коленатого, Ярослава Червеного та багатьох інших. Клуб увійшов у період, який в історії носить назву «Залізна Спарта», що супроводжуватиметься домінуванням на внутрішній арені. В 1919—1923 роках клуб п'ять років поспіль здобуватиме перемогу в Середньочеській лізі, видавши серію з 60 перемог поспіль в чемпіонаті.
Для «Славії» ж навпаки настав період спаду результатів. Якщо в 1919 році клуб зайняв друге місце в чемпіонаті, то в 1920 опустився аж на шосте, а в 1921 був третім. В Середньоческому кубку три роки поспіль з 1919 по 1921 рік у фіналі грали «Спарта» з «Вікторією». Але результативність Ваніка залишалась на високому рівні. В 1919 році він забив 11 голів у восьми матчах чемпіонату. В 1920 році на його рахунку 54 голи в усіх матчах за клуб, а у 1921 — 36 голів.
Через невелику кількість офіційних матчів на внутрішній арені, «Славія» проводила багато міжнародних товариських поєдинків, які в той час викликали великий ажіотаж в пресі і серед уболівальників. Серед матчів за участю Ваніка в 1919 році можна відзначити перемоги над загребським клубом «Граджянскі» (3:2, з двома голами Яна) і віденським Слованом (4:0, два з яких забив Ян). Два голи забив Ванік і у ворота «Спарти» в товариському матчі, що завершився перемогою з рахунком 3:2, але в чемпіонаті його клуб програв 0:2. В 1920 році «Славія» програла «Спарті» і в чемпіонаті (0:2), і в товариській грі (0:4). В березні команда вперше зіграла серію матчів з іспанською «Барселоною», але не надто вдало — 2:3, 0:0, 0:6. Також у березні Ванік знову забив два голи австрійському «Словану» (5:1). Інформація про інші матчі року майже не збереглася.
Матч чемпіонату Чехословаччини 1921 року між «Спартою» і «Славією» закінчився скандалом. В середині другого тайму за рахунку 1:0 на користь «Славії» суддя призначив пенальті в ворота «Славії» за гру рукою Антоніна Раценбергера. Сам Раца категорично не погодився з таким рішенням, а партнери по команди підтримали його і зійшли з поля. Федерація футболу присудила перегравання, що завершилось перемогою «Спарти» з рахунком 2:1. В товариських матчах Ванік знову багато забивав у ворота австрійських клубів: «Флорідсдорферу» (4:0, 1 гол і 6:2, 2 голи), ВАКу (5:0, 2 голи і 11:2, 5 голів) і «Рудольфшюгелю» (2:1, Ванік забив переможний гол). Також «Славія» провела ряд матчів проти команд з Данії. Зокрема, двічі зіграла з сильним у той час клубом «Болдклуббен 1903». В обох матчах, що завершились з однаковим рахунком 2:2, Ванік забивав по голу.
В «дербі» чемпіонату 1922 року «Славія» без шансів програла «Спарті» з рахунком 0:3, але виграла решту 12 матчів, в яких Ванік забив 13 голів. В товариських матчах Ян також багато забивав. Варто виділити дві його звитяги: став автором переможного гола в резонансному поєдинку в ворота шотландського «Селтіка» (3:2), а також двічі забив австрійському «Рапіду» (3:2). Восени 1922 року «Славія» взяла реванш у «Спарти», перемігши в півфіналі Середньочеського кубка 1922 року. Для визначення переможця командам довелося зіграти три рази. Перший матч завершився внічию 2:2 (Ванік забив з пенальті), другий був перерваний за рахунку 0:0 через складні погодні умови, і лише в дограванні «Славія» перемогла з рахунком 1:0 (гол забив Слоуп-Штапл, постійний партнер Ваніка по лінії нападу клубу того часу). Через затяжний півфінал, фінальний поєдинок був перенесений на наступний рік. У вирішальному матчі «Славія» обіграла клуб «Чехія Карлін» з рахунком 3:2 (Ванік забив один гол) і здобула свій перший трофей з 1918 року. Формально матч відбувся в 1923 році, але це був розіграш 1922. У розіграші 1923 року «Славія» дійшла до фіналу, де зіграла зі «Спартою». Ванік забив єдиний гол своєї команди, яка програла з рахунком 1:3. Забив Ян «Спарті» й у матчі чемпіонату, який також приніс перемогу супернику — 4:6. «Славія» другий рік поспіль була другою в Середньочеській лізі.
Наприкінці 1923 року «Славія» відправилась у Іспанію. Команда перемогла з рахунком 9:2 і зіграла внічию 4:4 з «Атлетіком» (Більбао), а також обмінялась перемогами з «Барселоною» — 0:1 і 3:2. Ванік зіграв в усіх чотирьох матчах і забивав в обох поєдинках з «Атлетіком».

## Збірна Чехословаччини

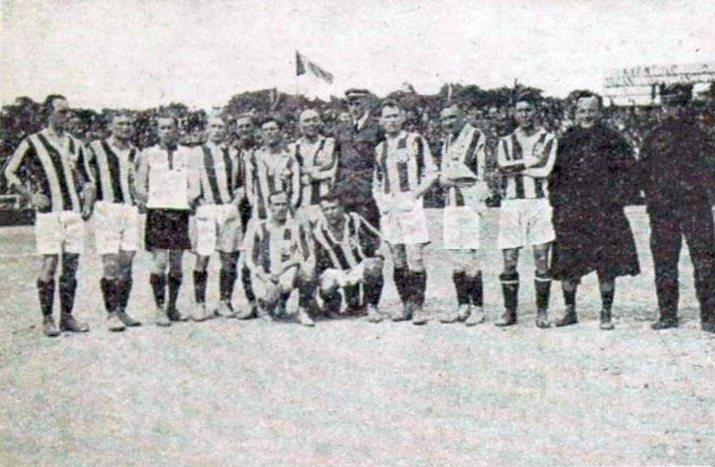
Чехословаччина на Міжсоюзницьких іграх. Ванік другий зліва

В 1919 році була сформована збірна Чехословаччини для участі в Міжсоюзницьких іграх, великих спортивних змаганнях, що були організовані країнами-переможцями в Першій світовій війні. Участь у змаганнях брали діючі і колишні військові збройних сил своїх країн. Чехословаччину представляли провідні футболісти найсильніших клубів країни — празьких «Спарти» і «Славії», а також «Вікторії» з Жижкова. Відомі футболісти грали за збірні Франції, Італії і Бельгії, фактичні національні збірні привезли також Румунія і Греція. Втім, матчі турніру не входять до офіційного реєстру ФІФА. Тренером чехословацької команди призначили Джона Вільяма Маддена, наставника «Славії». Але найбільшу ставку він зробив на гравців «Спарти». Зі складу «Славії» в основі команди грали Валентин Лоос, Вацлав Прошек і Ян Ванік.
Ігри проводились у Парижі на новозбудованому стадіоні Першинг. Чехословаччина виступала групі Б, здобувши три перемоги. Збірну Бельгії, головного конкурента в групі, Чехословаччина обіграла в першому турі з рахунком 4:1. Згідно з чеськими джерелами Ванік забив один з голів, хоча французька періодика того часу вказує інших авторів. В наступних матчах Чехословаччина перемогла США (8:1, два голи Ваніка) і Канаду (3:2, Ян забив два голи).
У фінальному матчі суперником чехословацької команди стала збірна Франції, господарі турніру. В першій половині першого тайму французам вдалося забити два голи. Гол Ваніка на 31-й хвилині скоротив рахунок у матчі. У другому таймі Мадден зробив тактичну перестановку. Перевів у захист Яросллава Червеного, а в напад повернув Антоніна Янду. Янда грав захисника у фіналі через травму Антоніна Гоєра на груповому турнірі. Рахунок 1:2 тримався до 84-ї хвилини, але Янда зумів забити два голи і принести перемогу збірній Чехословаччини.
Через рік національна збірна Чехословаччини стала учасником Олімпійських ігор 1920 у Антверпені. Більшість учасників Міжсоюзницьких ігор залишились у команді, як і тренер Мадден. Футболістів «Спарти» у збірній стало ще більше. У першому матчі проти Югославії «Славію» представляв лише Ванік. Його партнерами по лінії нападу були лише гравці «Спарти» — Йозеф Седлачек, Антонін Янда, Вацлав Пілат і Отакар Шквайн. Ванік і Янда забили по три голи, ще один на рахунку Седлачека, а збірна перемогла з рахунком 7:0. Перший гол у матчі на 20-й хвилині забив саме Ванік, який став автором першого офіційного голу збірної об'єднаної Чехословаччини. У чвертьфіналі проти Норвегії (4:0) Янда знову відзначився хет-триком, а Ванік забив один гол. У півфіналі Чехословаччина перемогла збірну Франції (4:1). Цього разу героєм став Шквайн-Мазал, що забив три голи, а ще один на рахунку захисника Карела Стейнера. Фінальну гру проти господарів турніру бельгійців чехословацька команда не дограла, залишивши поле за рахунку 0:2 через незадоволення суддівством. На думку команди, суддя діяв упереджено, призначив несправедливий пенальті на початку гри, а останньою краплею стало вилучення Стейнера на 39-й хвилині матчу за фол проти нападника бельгійців, після чого капітан збірної Карел Пешек вивів свою команду з поля. У підсумку Чехословаччина була дискваліфікована і не отримала навіть срібних медалей.
З 1921 по 1925 рік Ванік зіграв 8 товариських матчів за збірну, у яких забив 6 голів. Примітно, що всі голи припали на чотири поєдинки проти збірної Югославії. Найрезультативнішим для нього став матч 1921 року, у якому Ян забив чотири голи. Перший тайм матчу завершився нульовою нічиєю, а в другому команди почали багато забивати. Крім Ваніка, ще два голи забив Янда, а загалом матч завершився з рахунком 6:1. З врахуванням матчу олімпійського турніру, Ванік 9 голів з 10 забив саме югославській збірній.

## Переможець професіональної ліги
В 1924 році «Спарта» пригальмувала. В особистій зустрічі «Славія», без участі Ваніка, перемогла головного конкурента з рахунком 2:1. Але чемпіонат 1924 року не був завершений, адже футбольна спільнота Чехословаччини вирішила заснувати професійну футбольну лігу. На момент зупинки турніру команди провели різну кількість матчів. «Славія» лідирувала в таблиці, випереджаючи на одне очко Вікторію (Жижков), хоча й зіграла на один матч більше. В квітні 1924 року «Славія» і «Спарта» зіграли внічию 1:1 матч передолімпійського турніру. Цей матч примітний тим, що став останнім 29-им дербі в кар'єрі Ваніка. 12 з них він провів у формі «Спарти» і 17 за «Славію». Забив 16 голів, з яких 6 за «Спарту» і 10 за «Славію». Є автором сотого гола «Славії» в матчах проти «Спарти».
Для Ваніка 1924 рік вийшов не дуже успішним. Він досить багато матчів пропускав і забивав менше, ніж у кращі роки. Але свій останній сезон у кар'єрі Ян провів на високому рівні. У весняних товариських матчах 1925 року Ванік, зокрема, забив єдиний гол «Нюрнбергу» (1:0), по два рази розписався у воротах «Ференцвароша» (6:0) і «Хакоаха» (3:5), в червні забив гол у показовому матчі з угорським МТК (2:1), що відбувся у Німеччині.
У першому професіональному чемпіонаті Чехословаччини 1925 року ветеран також багато забивав. 10 команд зіграли турнір в одне коло, хоча спочатку планувався повноцінний турнір, але відбулась чергова зміна регламенту з переходом на систему осінь-весна. Уже в першій грі чемпіонату проти клубу «Лібень» (9:3) Ванік забив три голи. Основна п'ятірка нападників команди в чемпіонаті мала такий вигляд: Шолтис — Слоуп-Штапл — Ванік — Сильний — Кратохвіл. Боротьбу за титул традиційно вели «Славія» і «Спарта», які мали зустрітись наприкінці турніру. Очну зустріч конкурентів Ванік пропустив і його команда зазнала єдиної поразки в сезоні — 0:2. «Спарта» наздогнала суперника за втраченими очками, але «Славія» зберігала значну перевагу за різницею м'ячів. Ця різниця перевищила 10 голів в останньому турі, коли «Славія» з трьома голами Ваніка обіграла «Вршовіце» з рахунком 5:0. Майже всі матчі чемпіонату були зіграні до кінця червня, але оголошення чемпіона довелось відкласти аж до листопада, коли «Спарта» проводила перенесений поєдинок з тим самим «Вршовіце». В перенесеній грі «Спарту» влаштовував лише виграш з двозначним рахунком. Перемогти вдалось зі скромним рахунком 3:2, що зробило «Славію» першим чемпіоном професіональної ліги Чехословаччини. Також офіційно стало відомо, що Ян Ванік став найкращим бомбардиром першого професійного чемпіонату Чехословаччини з результатом у 13 голів. На той момент ветеран уже завершив активні виступи у складі клубу. В новому чемпіонаті 1925–26 він лише напочатку зіграв три поєдинки, у яких забив 6 голів. Останній матч і останній гол в чемпіонаті провів 28 вересня 1925 року в грі з командою «Лібень» (5:1).
Загалом у складі «Славії» в 1916—1925 роках зіграв 401 матч і забив 349 голів.

## Після завершення кар'єри
Ще під час активних виступів Ян Ванік підтримував молодих гравців, проводив лідерські курси. Він продовжив працювати з юніорами і після закінчення кар'єри. Їндржих Шолтис, Йозеф Чапек, Йозеф Чтиржокий і Адольф Шимперський пізніше дякували Ваніку за значний вклад в їх футбольне зростання. Допомагав Ванік на ранніх етапах кар'єри також Франтішеку Планічці і Йозефу Сильному.
Помер 12 червня 1950 року на 59-му році життя.

## Статистика виступів

### Статистика виступів за збірні
| Дата       | Місто    | Господарі | Результат | Гості    | Турнір           | Голи | Примітки |
| ---------- | -------- | --------- | --------- | -------- | ---------------- | ---- | -------- |
| 15-07-1917 | Відень   | Австрія   | 1 – 4     | Угорщина | товариський матч | -    |          |
| 7-10-1917  | Будапешт | Угорщина  | 2 – 1     | Австрія  | товариський матч | -    |          |
| Усього     |          | Матчів    | 2         |          | Голів            | 0    |          |

| Дата       | Місто     | Господарі      | Результат | Гості          | Турнір           | Голи | Примітки        |
| ---------- | --------- | -------------- | --------- | -------------- | ---------------- | ---- | --------------- |
| 28/08/1920 | Антверпен | Чехословаччина | 7 – 0     | Югославія      | ОІ 1920 - 1/8    | 3    |                 |
| 29/08/1920 | Брюссель  | Чехословаччина | 4 – 0     | Норвегія       | ОІ 1920 - 1/4    | 1    |                 |
| 31/08/1920 | Антверпен | Франція        | 1 – 4     | Чехословаччина | ОІ 1920 - 1/2    | -    |                 |
| 02/09/1920 | Антверпен | Бельгія        | 2 – 0     | Чехословаччина | ОІ 1920 - Фінал  | -    |                 |
| 28/10/1921 | Прага     | Чехословаччина | 6 – 1     | Югославія      | товариський матч | 4    |                 |
| 13/11/1921 | Прага     | Чехословаччина | 2 – 2     | Швеція         | товариський матч | -    |                 |
| 26/02/1922 | Мілан     | Італія         | 1 – 1     | Чехословаччина | товариський матч | -    |                 |
| 28/06/1922 | Загреб    | Югославія      | 4 – 3     | Чехословаччина | товариський матч | 1    | Капітан команди |
| 13/08/1922 | Стокгольм | Швеція         | 0 – 2     | Чехословаччина | товариський матч | -    |                 |
| 28/10/1923 | Прага     | Чехословаччина | 4 – 4     | Югославія      | товариський матч | -    |                 |
| 28/09/1924 | Загреб    | Югославія      | 0 – 2     | Чехословаччина | товариський матч | 1    | Капітан команди |
| 24/05/1925 | Прага     | Чехословаччина | 3 – 1     | Австрія        | товариський матч | -    |                 |
| Усього     |           | Матчів         | 12        |                | Голів            | 10   |                 |

### Виступи на Міжсоюзницьких іграх
| Група В 24.06.1919 |

| Чехословаччина                       | 4:1 | Бельгія     |
| ------------------------------------ | --- | ----------- |
| Седлачек 24', 77' Ванік 31' Янда 46' |     | Фламінк 41' |

| Першинг, Париж Глядачів: 20 000 Арбітр: МкКензі |

- Чехословаччина: Франтішек Пейр — Антонін Гоєр, Мирослав Поспішил — Валентин Лоос, Антонін Фівебр, Карел Пешек — Йозеф Седлачек, Антонін Янда, Вацлав Пілат, Ян Ванік, Вацлав Прошек

| Група В 26.06.1919 |

| Чехословаччина                   | 8:2 | США |
| -------------------------------- | --- | --- |
| Янда Пілат Ванік Седлачек Прошек |     |     |

| Першинг, Париж |

- Чехословаччина: Франтішек Пейр — Антонін Гоєр, Мирослав Поспішил — Валентин Лоос, Антонін Фівебр, Карел Пешек — Йозеф Седлачек, Антонін Янда, Вацлав Пілат, Ян Ванік, Вацлав Прошек

| Група В 28.06.1919 |

| Чехословаччина | 3:2 | Канада |
| -------------- | --- | ------ |
| Ванік Янда     |     |        |

| Першинг, Париж Глядачів: 25 000 |

- Чехословаччина: Рудольф Клапка — Карел Стейнер, Мирослав Поспішил — Валентин Лоос, Антонін Фівебр, Карел Пешек — Йозеф Седлачек, Антонін Янда, Вацлав Пілат, Ян Ванік, Вацлав Прошек

| Фінал 29 червня 1919 |

| Чехословаччина         | 3 — 2 | Франція             |
| ---------------------- | ----- | ------------------- |
| Ванік 31' Янда 84' 90' |       | 12' Дедьє 28' Реньє |

| «Першинг» (Париж) Глядачів: 25 000 Арбітр: МкКензі |

- Франція: П'єр Шеріге — Люсьєн Гамблен, Ежен Ланжено — Емільєн Девік, Рене л'Ермітт, П'єр Гастіже — Анрі Лесюр, Поль Дедьє, Поль Ніколя, Альбер Реньє, Моріс Гастіже

### Виступи на Олімпійських іграх
Олімпійські ігри 1920
| 28 серпня 1920 1/8 фіналу |

| Чехословаччина                                               | 7:0      | Югославія |
| ------------------------------------------------------------ | -------- | --------- |
| - Ванік 20' 46' 79' (пен.) - Янда 34' 50' 75' - Седлачек 43' | Протокол |           |

| «Бродстрат», Антверпен Глядачів: 600 Арбітр: Р. ван Прааг |

- Югославія: Врджюка — Жупанчич, Шифер — Тавчар, Циндрич, Рупець — Врагович, Дубравчич , Першка, Гранець, Ружич 13'

| 29 серпня 1920 1/4 фіналу |

| Чехословаччина                | 4:0      | Норвегія |
| ----------------------------- | -------- | -------- |
| - Ванік 8' - Янда 17' 66' 77' | Протокол |          |

| «Жозеф Марієн», Брюссель Глядачів: 4 000 Арбітр: Ш.Баретте |

- Норвегія: Ватне — Еулі, Скоу — Вольд, Гальворсен, Г. Андерсен  — Паульсен, Ос, Гельгесен, Гундерсен, Гольм

| 31 серпня 1920 1/2 фіналу |

| Чехословаччина                           | 4:1      | Франція   |
| ---------------------------------------- | -------- | --------- |
| - Шквайн-Мазал 18' 75' 87' - Стейнер 70' | Протокол | - 79' Боє |

| «Олімпійський», Антверпен Глядачів: 12 000 Арбітр: Ш.Баретте |

- Франція: Парсі — Уо, Бауманн — Батмаль, Петі, Югу — Девакез, Боє, Ніколя, Бард , Дюблі

| 2 вересня 1920 Фінал |

| Бельгія                   | +:- | Чехословаччина |
| ------------------------- | --- | -------------- |
| Коппе 6' (пен.) Ларно 30' |     | Стейнер 39'    |

| «Олімпійський», Антверпен Глядачів: 35 000 Арбітр: Дж. Льюис |

- Чехословаччина: Рудольф Клапка, Антонін Гоєр, Карел Стейнер, Франтішек Коленатий, Карел Пешек, Еміл Сейферт, Йозеф Седлачек, Антонін Янда, Ян Ванік, Вацлав Пілат, Отакар Шквайн-Мазал

## Титули і досягнення

### Командні
- Чемпіон Чехословаччини (3):

«Спарта»: 1912
«Славія»: 1918, 1925
- Володар Кубка милосердя (1):

«Спарта»: 1915
- Володар Середньочеського кубка (1):

«Славія»: 1922
- Переможець Міжсоюзницьких ігор: (1)

Чехословаччина (військова): 1919
- Фіналіст Олімпійського футбольного турніру:

Чехословаччина: 1920

### Особисті
Найкращий бомбардир чемпіонату Чехословаччини:
«Славія»: 1925 (13)
Автор першого гола в історії збірної Чехословаччини (28 серпня 1920, Чехословаччина — Югославія — 7:0, 20-а хвилина)